# Saint-Ouen-des-Besaces
Pour les articles homonymes, voir Saint-Ouen.
Saint-Ouen-des-Besaces est une ancienne commune française, située dans le département du Calvados en région Normandie, devenue le 1er janvier 2016 une commune déléguée au sein de la commune nouvelle de Souleuvre en Bocage.
Elle est peuplée de 432 habitants.

## Géographie
La commune, située dans le Calvados, est limitrophe du département de la Manche, au nord du Bocage virois. L'atlas des paysages de la Basse-Normandie localise la moitié  nord-ouest du territoire au sud de l'unité du Bocage en tableaux située à l'est de Saint-Lô et caractérisée par « une série de vallées parallèles sud-ouest/nord-est » aux « amples tableaux paysagers ». La moitié sud-est est sur le synclinal bocain dont le paysage est caractérisé par des forêts de crêtes alternant avec des paysages ouverts aux larges panoramas.Son bourg est à 1 km au nord de Saint-Martin-des-Besaces.
L'échangeur no 41 de l'A84 (Caen-Rennes) est à l'est du territoire communal. On y accède par la route départementale no 53 qui permet de rejoindre Saint-Martin-des-Besaces au sud et Sept-Vents et Caumont-l'Éventé au nord. Le bourg est relié à celui de Saint-Martin-des-Besaces par la D 185 qui se prolonge au nord permettant de retrouver Dampierre. Partant de l'échangeur, la D 292 mène vers l'est au petit bourg de La Ferrière-au-Doyen.
Saint-Ouen-des-Besaces est dans le bassin de la Vire, par son sous-affluent la Drôme qui délimite le territoire du sud-ouest au nord. Cinq de ses courts affluents drainent vers elle les eaux du territoire communal, dont le ruisseau de la Planche au Prêtre qui marque la limite avec Saint-Jean-des-Essartiers au nord-est.
Le point culminant (301 m) se situe au sud-est, près du lieu-dit les Fieffes, en limite de Saint-Martin-des-Besaces, sur la pente qui mène à la cote 308, un premier objectif de l'opération Bluecoat durant l'été 1944. Le point le plus bas (120 m) correspond à la sortie de la Drôme du territoire, au nord. La commune est bocagère.
Le climat est océanique, comme dans tout l'Ouest de la France. La station météorologique la plus proche est Caen-Carpiquet, à 35 km, mais Granville-Pointe du Roc est à moins de 60 km. Le Bocage virois s'en différencie toutefois pour la pluviométrie annuelle qui, à Saint-Ouen-des-Besaces, avoisine les 1 000 mm.
| Placy-Montaigu (Manche)                                       | Dampierre                                                     | Saint-Jean-des-Essartiers                                     |
| Placy-Montaigu (Manche)                                       | Saint-Ouen-des-Besaces                                        | Saint-Martin-des-Besaces (comm. nouv. de Souleuvre en Bocage) |
| Saint-Martin-des-Besaces (comm. nouv. de Souleuvre en Bocage) | Saint-Martin-des-Besaces (comm. nouv. de Souleuvre en Bocage) | Saint-Martin-des-Besaces (comm. nouv. de Souleuvre en Bocage) |

## Toponymie
Le nom de la localité est attesté sous les formes Bisacia en 1172 et S. Audoenus de Bizachia au XIVe siècle. 
La paroisse était dédiée à Ouen de Rouen, évêque de Rouen au VIIe siècle, très vénéré en Normandie. 
Le toponyme Besace est partagé avec sa voisine Saint-Martin-des-Besaces.
Le gentilé est Audonnien.

## Histoire
Au début du XXe siècle, Saint-Ouen-des-Besaces est le théâtre d'un fait divers sanglant. Dans la nuit du 24 au 25 novembre 1907, Marie-Aimée née Vautier tue son époux, Anthyme Gilles, cantonnier, avec l'aide de ses deux enfants, Camille et Germaine, respectivement âgés de 18 ans et 14 ans. Condamnée à la peine capitale par la cour d'assises du Calvados le 6 février 1908, Marie-Aimée est graciée le 15 avril 1908 et voit sa peine commuée aux travaux forcés à perpétuité. Les deux enfants, mineurs au moment des faits, sont condamnés à être détenus jusqu'à leur majorité et à vingt ans de travaux forcés. En raison de la complicité de ses enfants, Marie-Aimée a été considérée comme parricide. 
Lors de la bataille de Normandie, Saint-Ouen-des-Besaces est libéré au soir du 30 juillet 1944 par deux unités de la 11e division blindée britannique en route pour l'opération Bluecoat : le 23rd Hussars et le 3e bataillon du Monmouthshire Regiment (en).
Le 1er janvier 2016, Saint-Ouen-des-Besaces intègre avec dix-neuf autres communes la commune de Souleuvre-en-Bocage créée sous le régime juridique des communes nouvelles instauré par la loi no 2010-1563 du 16 décembre 2010 de réforme des collectivités territoriales. Les communes de Beaulieu, Le Bény-Bocage, Bures-les-Monts, Campeaux, Carville, Étouvy, La Ferrière-Harang, La Graverie, Malloué, Montamy, Mont-Bertrand, Montchauvet, Le Reculey, Saint-Denis-Maisoncelles, Sainte-Marie-Laumont, Saint-Martin-des-Besaces, Saint-Martin-Don, Saint-Ouen-des-Besaces, Saint-Pierre-Tarentaine et Le Tourneur deviennent des communes déléguées et Le Bény-Bocage est le chef-lieu de la commune nouvelle.

## Politique et administration
| Période                                  | Période       | Identité             | Étiquette | Qualité                        |
| ---------------------------------------- | ------------- | -------------------- | --------- | ------------------------------ |
| ?                                        | 1993          | André Lecorbeiller   |           |                                |
| 1993                                     | décembre 2015 | Bernard Lecorbeiller | SE        | Agriculteur, fils du précédent |
| Les données manquantes sont à compléter. |               |                      |           |                                |

Le conseil municipal était composé de onze membres dont le maire et deux adjoints. Ces conseillers intègrent au complet le conseil municipal de Souleuvre-en-Bocage le 1er janvier 2016 jusqu'en 2020 et Bernard Lecorbeiller devient maire délégué.

## Démographie
En 2022, la commune comptait 432 habitants. Depuis 2004, les enquêtes de recensement dans les communes de moins de 10 000 habitants ont lieu tous les cinq ans (en 2006, 2011, 2016, etc. pour Saint-Ouen-des-Besaces) et les chiffres de population municipale légale des autres années sont des estimations.
Saint-Ouen-des-Besaces a compté jusqu'à 759 habitants en 1806.
| 1793 | 1800 | 1806 | 1821 | 1831 | 1836 | 1841 | 1846 | 1851 |
| ---- | ---- | ---- | ---- | ---- | ---- | ---- | ---- | ---- |
| 750  | 706  | 759  | 651  | 731  | 700  | 676  | 669  | 611  |

| 1856 | 1861 | 1866 | 1872 | 1876 | 1881 | 1886 | 1891 | 1896 |
| ---- | ---- | ---- | ---- | ---- | ---- | ---- | ---- | ---- |
| 601  | 570  | 580  | 508  | 501  | 513  | 472  | 511  | 460  |

| 1901 | 1906 | 1911 | 1921 | 1926 | 1931 | 1936 | 1946 | 1954 |
| ---- | ---- | ---- | ---- | ---- | ---- | ---- | ---- | ---- |
| 419  | 446  | 406  | 363  | 420  | 419  | 401  | 352  | 342  |

| 1962 | 1968 | 1975 | 1982 | 1990 | 1999 | 2006 | 2011 | 2016 |
| ---- | ---- | ---- | ---- | ---- | ---- | ---- | ---- | ---- |
| 294  | 278  | 237  | 227  | 235  | 254  | 278  | 374  | 429  |

| 2019 | - | - | - | - | - | - | - | - |
| ---- | - | - | - | - | - | - | - | - |
| 450  | - | - | - | - | - | - | - | - |

## Lieux et monuments

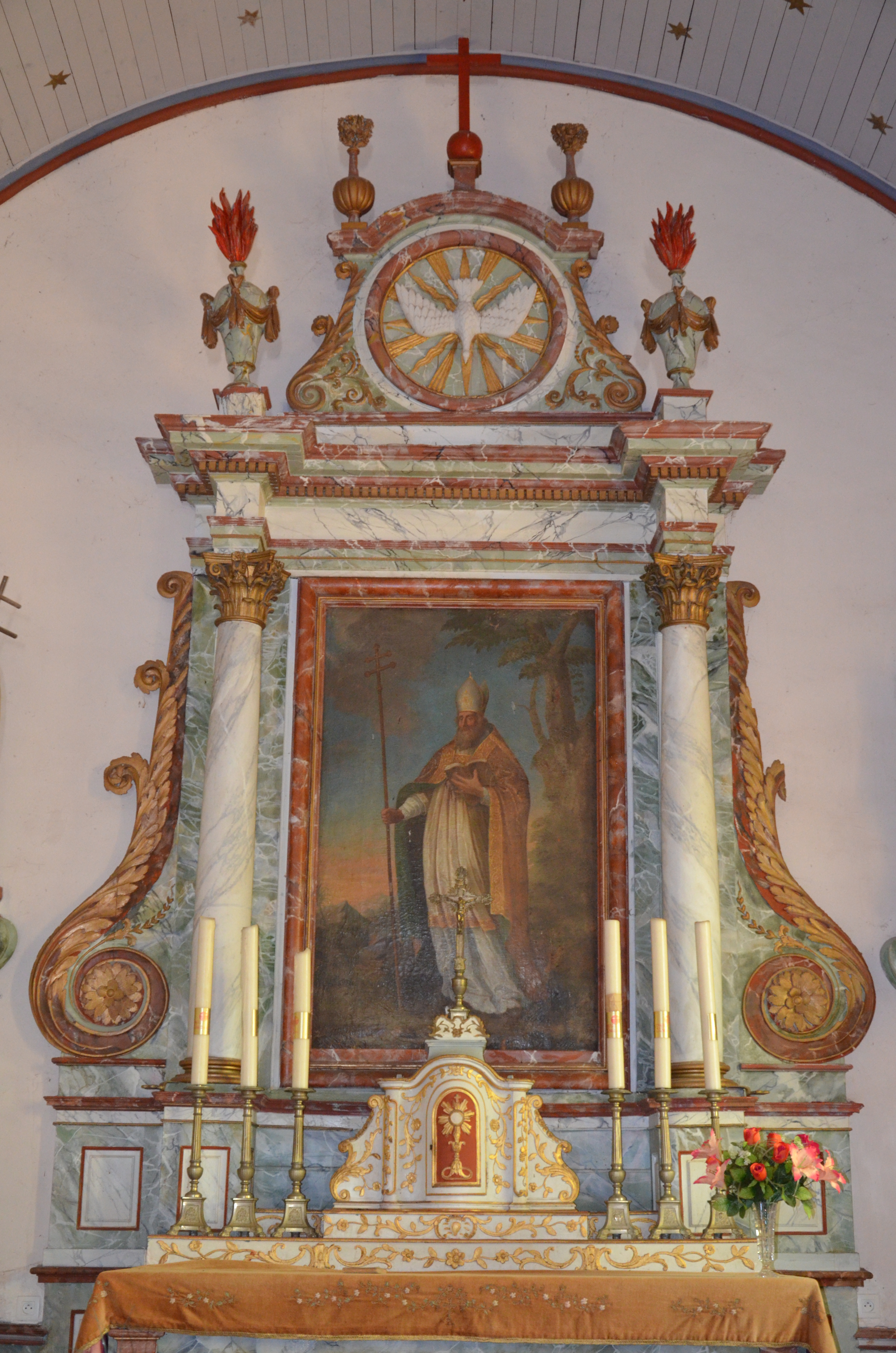
Le retable du XVIIIe siècle.

- Église Saint-Ouen du XIe siècle, remaniée au XIXe, contenant un retable du XVIIIe.